# Kościół Wniebowzięcia Najświętszej Marii Panny w Budsławiu
Kościół Wniebowzięcia Najświętszej Marii Panny (biał. Касцёл Унебаўзяцця Найсвяцейшай Дзевы Марыі) – katolicki pobernardyński kościół w Budsławiu (rejon miadziolski obwodu mińskiego Białorusi), pierwotnie część kompleksu klasztornego bernardynów. Ośrodek kultu Matki Boskiej Budsławskiej.

## Historia
Klasztor bernardynów w Budsławiu został ufundowany przez Aleksandra Jagiellończyka w 1504. Początkowo w kompleksie klasztornym istniał jedynie kościół drewniany. Kolejna, tym razem murowana świątynia, powstała w latach 1633-1643 z fundacji hetmana wielkiego litewskiego, wojewody połockiego Janusza Kiszki i łowczego litewskiego Mikołaja Isakowskiego. Obecnie istniejący monumentalny późnobarokowy kościół powstał w latach 1767-1783, autorem jego projektu był Józef Fontana. Konsekracji świątyni dokonał biskup sufragan trocki Franciszek Alojzy Gzowski. Starszy kościół wkomponowano w znacznie większą bryłę nowej świątyni jako przylegającą do prezbiterium kaplicę św. Barbary. Równocześnie z kościołem wzniesiono nowe zabudowania klasztorne oraz szkołę prowadzoną przez zakonników.
W 1787 przy sanktuarium erygowano parafię. W 1790 przy klasztorze założono szpital, a w 1793 – szkołę elementarną. W 1731–1797 w klasztorze mieściło się studium teologii moralnej i retoryki.
Klasztor bernardyński działał do 1858, gdy został zlikwidowany na polecenie władz rosyjskich. W 1864 dawne budynki mieszkalne dla zakonników przejęło rosyjskie wojsko, w końcu stulecia obiekty te zostały całkowicie rozebrane. Kościół pobernardyński pozostawał nieprzerwanie czynny. Był ośrodkiem kultu wizerunku Matki Boskiej Budsławskiej, który pozostawał silny także w dwudziestoleciu międzywojennym, zamarł w okresie radzieckim i został wznowiony w 1992. Po okresie sprawowania posługi przez księży diecezjalnych, w 1995 ponownie świątynię objęli bernardyni. W dniu 11 maja 2021 r. z niewiadomych przyczyn na poddaszu kościoła wybuchł pożar w wyniku którego spłonął cały dach, lecz dzięki sprawnej akcji strażaków uratowano sklepienie i ściany. Dach odbudowano ze środków zgromadzonych w ramach ogólnokrajowej zbiórki.

## Architektura
Kościół w Budsławiu jest budowlą trójnawową, wzniesioną na planie krzyża łacińskiego, o silnie rozczłonkowanej elewacji frontowej o łącznej długości ok. 50 metrów, z dwiema trójkondygnacyjnymi wieżami. Centralna część fasady kościelnej jest dwukondygnacyjna: w dolnej umieszczono portal flankowany pilastrami, w górnej – półkoliste okno z balkonem. Elewację dekoruje także parawanowy fronton, zaś wieże – szerokie gzymsy i pilastry. Znacznie prostsza jest dekoracja ścian bocznych, które są jedynie zwieńczone wolutowymi szczytami. W analogiczny sposób skonstruowana została fasada tylna.

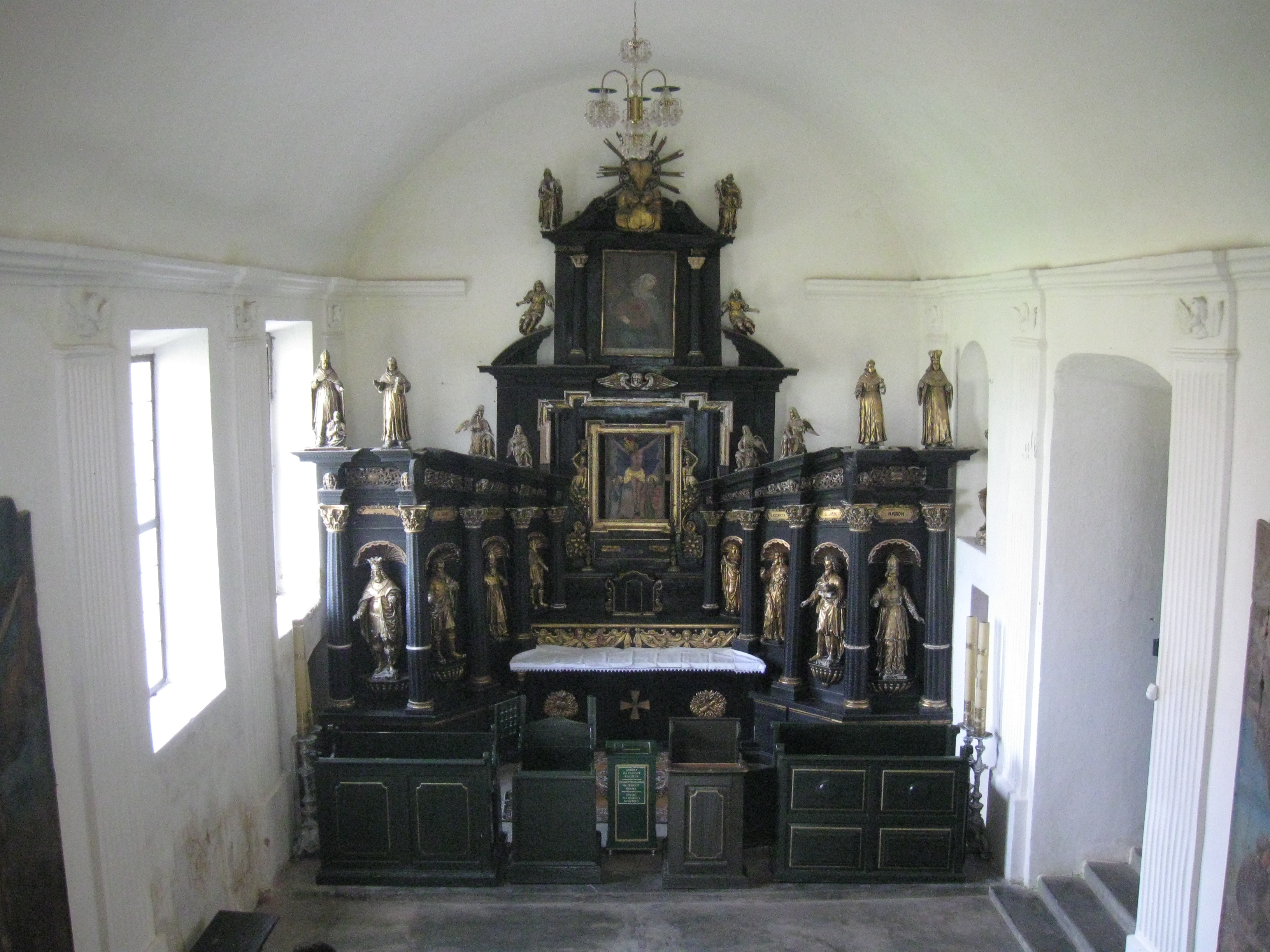
Drewniany barokowy ołtarz boczny z dawnego kościoła (XVII w.)

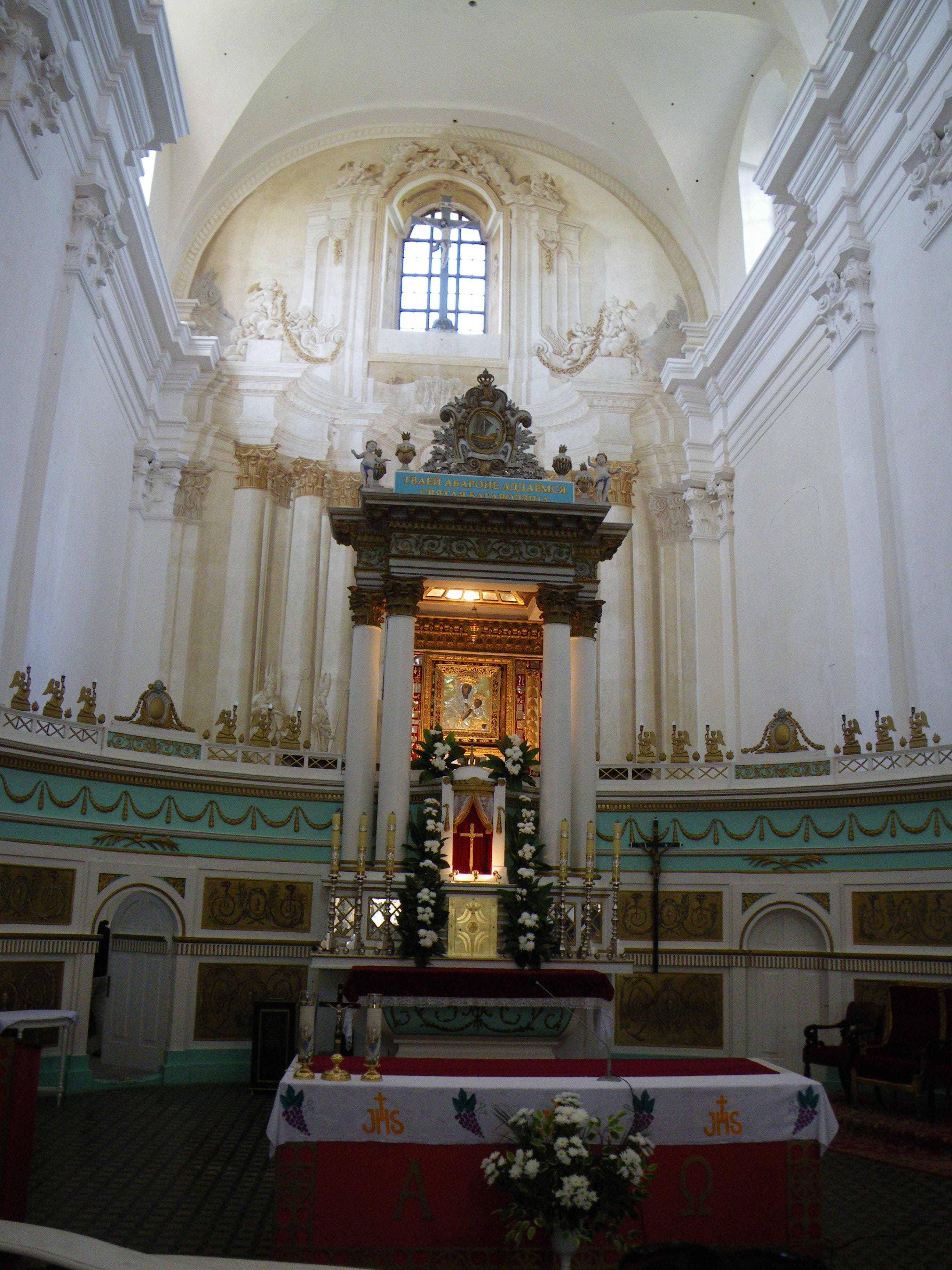
Ołtarz główny z obrazem Matki Boskiej Budsławskiej

W kościele zachował się zespół barokowych malowideł ściennych – dziewięć iluzjonistycznych ołtarzy, czternaście stacji Drogi Krzyżowej, postacie apostołów oraz sceny cudów, jakie dokonały się za sprawą obrazu Matki Boskiej Budsławskiej. W kaplicy św. Barbary przetrwał barokowy ołtarz z czarnego drewna, z dwunastoma złoconymi figurami świętych; był to ołtarz główny siedemnastowiecznego kościoła bernardyńskiego. Ołtarz główny powstał w tym samym okresie, co sam kościół, w nim też wystawiony jest obraz Matki Boskiej Budsławskiej, namalowany w XVI w..

## Ołtarze boczne

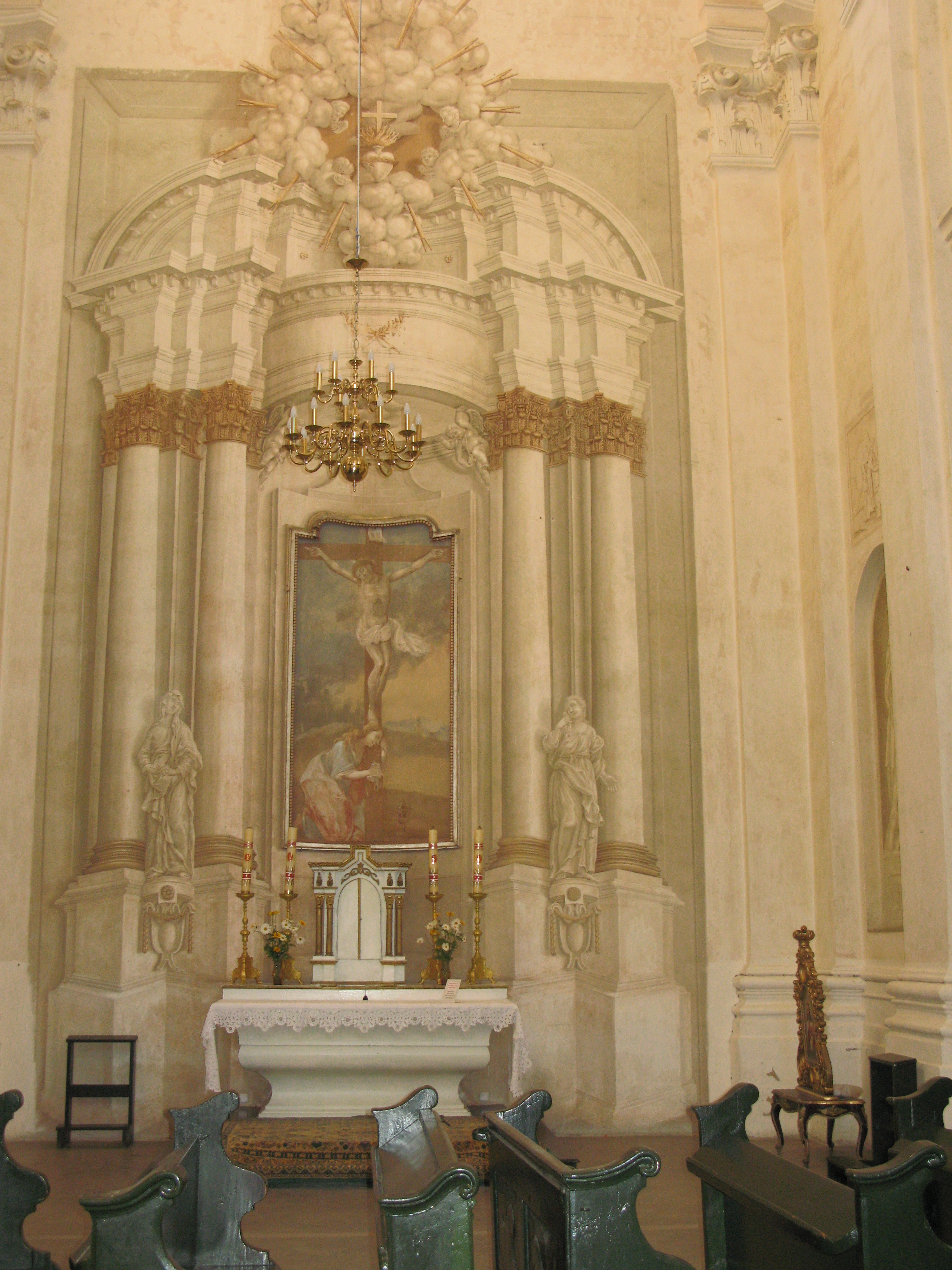
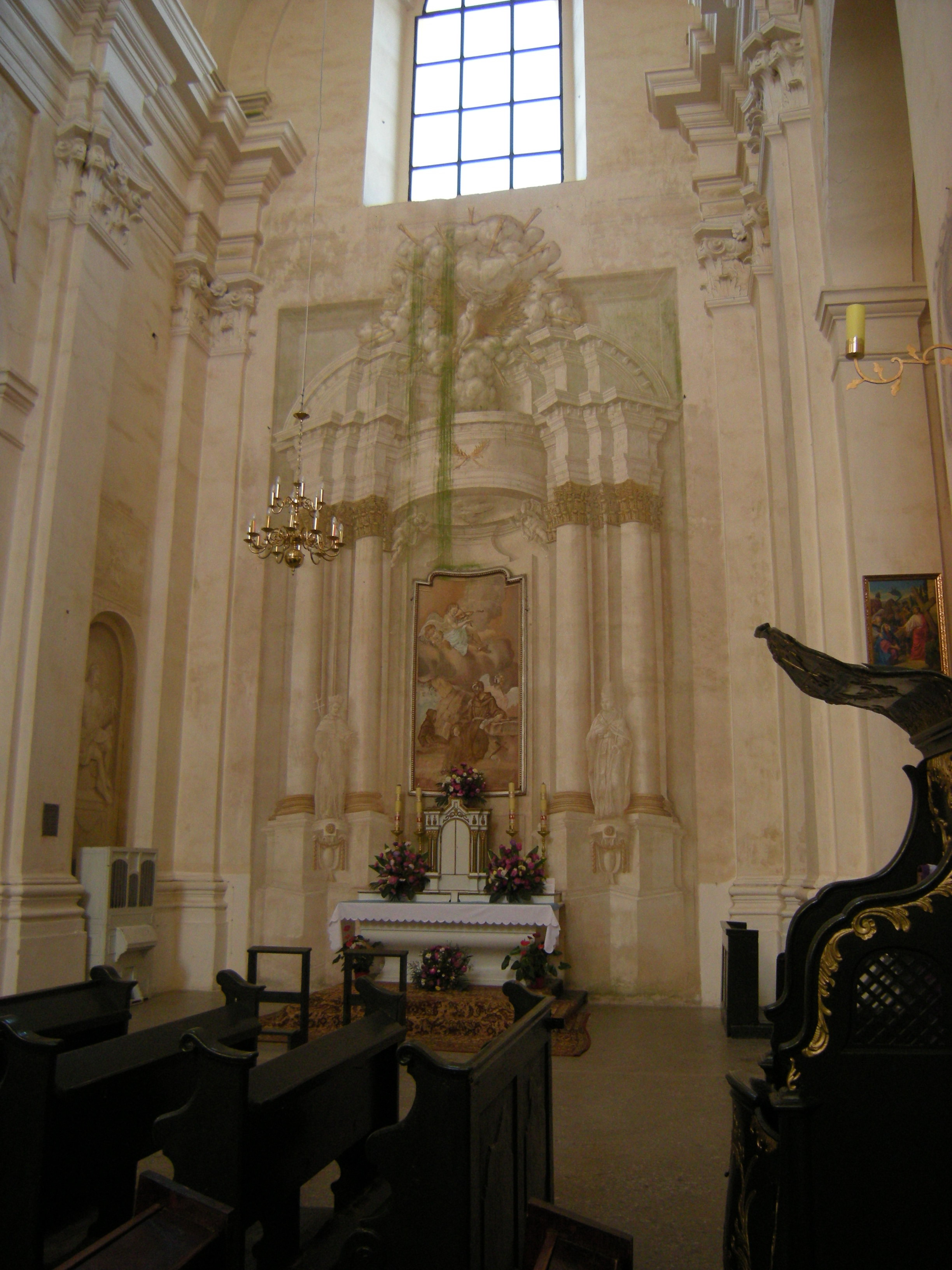
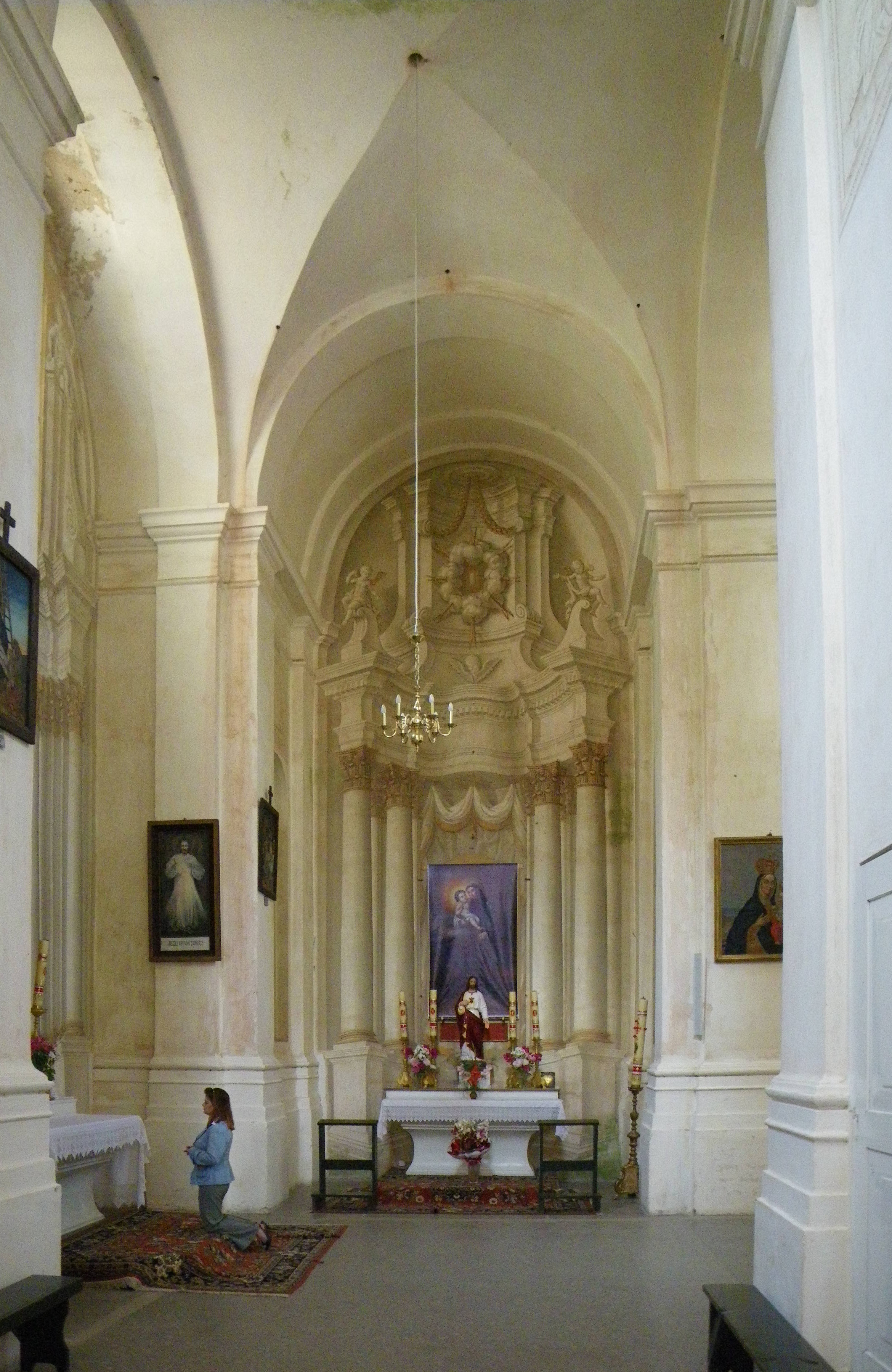